# Moritz Marcus
Moritz Marcus, född 24 oktober 1877 i Stockholm, död där 18 mars 1956, var en svensk banktjänsteman, företagsledare, skolrektor och tidningsredaktör. Han var halvbror till Henry Marcus.
Moritz Marcus var son till grosshandlaren Leopold Moritz Marcus. Han avlade mogenhetsexamen vid Norra Real 1894 och studerade därefter vid Uppsala universitet 1895–1897. 1898–1907 var Marcus tjänsteman vid Göteborgs handelsbank. Han fortsatte samtidigt sina studier efter att 1904 ha inskrivits vid Göteborgs högskola och avlade 1907 en filosofie kandidatexamen där 1907.
Marcus blev 1907 extraordinarie tjänsteman vid Kommerskollegiums statistiska avdelning och 1908 tillförordnad aktuarie vid dess arbetsstatistiska avdelning. Han var 1908–1911 även ledamot av styrelsen för Centralförbundet för Socialt Arbete, sekreterare där 1908–1909 och 1910–1913 och redaktör för Social tidskrift 1908–1909. Marcus var ledare för tobaksutredningen 1909–1910, ledamot av kommittén angående moderskapsförsäkring 1911 och blev 1910 tillförordnad förste aktuarie i kommerskollegiums sjukkassebyrå. Samtidigt fortsatte han sina studier, blev 1908 filosofie licentiat och blev 1911 filosofie doktor efter att ha disputerat vid Göteborgs högskola med en avhandling som i stort sett var identisk med hans rapport från tobaksutredningen. Marcus blev sekreterare i trustkommissionen 1912 och var ledamot där 1913–1914. 1912–1917 var han förste aktuarie i socialstyrelsen, blev 1913 sekreterare i riksdagens folkpensionsutskott, var 1914–1917 sekreterare i statens livsmedelskommission och expert i livsmedelsfrågor vid handelsavtalsförhandlingarna med Storbritannien 1916–1917. Marcus var ledamot av kommittén angåedne fondbörshandel 1916–1918, VD i AB Svenska Oceankompaniet 1917–1919, innehade olika befattningar i folkhushållningskommissionen 1918–1919 och var ombudsman för AB Vin- & Spritcentralen 1919–1945. Han var även 1919 sekreterare i kommittén angående spannmålsregleringens avveckling 1919, ombudsman hos restaurangernas arbetesgivareförening 1920–1945, sekreterare i kommittén angående tidningspapper 1920-1921, rektor för Restaurangskolan 1926–1942, ledamot av kommittén angående kaffemonopol 1933 och 1934–1936, ordförande i kommittén angående enhetsprisföretagen 1934-1935, ledamot av kommittén angående brännvinsmonopol 1935-1936, ombudsman hos Systembolagens arbetsgivareförening 1939–1945, ledamot av 1939 års sulfitspritssakkunniga och kassadirektör hos AB Vin & Spritcentralen från 1941.
Moritz Marcus utgav även en diktsamling 1901.